# Simon Church
Pour les articles homonymes, voir Church.
Simon Church, né le 10 décembre 1988 à High Wycombe (Angleterre), est un footballeur international gallois qui évolue au poste d'attaquant au Plymouth Argyle.

## Biographie

### En club
Le 8 novembre 2012, il est prêté pour un mois à Huddersfield Town.
Le 1er août 2013 il rejoint Charlton Athletic. À l'issue de la saison 2014-15, il est libéré par Charlton.
Le 30 juin 2015, il rejoint MK Dons. Le 1er février 2016, il est prêté à Aberdeen.
Le 24 août 2016, il rejoint Roda JC.
Le 21 octobre 2017, il rejoint Scunthorpe United.
Le 19 janvier 2018, il rejoint Plymouth Argyle.

### Sélection nationale
Bien que né en Angleterre, Church opte pour la nationalité sportive galloise grâce aux origines de ses grands-parents.
Le 21 août 2007, il fait ses débuts en équipe du pays de Galles espoirs en entrant en fin de match face à la Suède (victoire 3-4). En mars 2009, il est nommé capitaine de la sélection espoirs.
Le 29 mai 2009, Simon Church honore sa première sélection en A lors du match amical face à l'Estonie (victoire 1-0). Le 14 novembre suivant, il marque pour la première fois avec les Dragons à l'occasion de la rencontre amicale contre l'Écosse (1-0).

## Palmarès
Reading
- Champion d'Angleterre de D2 en 2012.

Aberdeen
- Vice-champion d'Écosse en 2016